# Himantopus leucocephalus
Il cavaliere testabianca (Himantopus leucocephalus Gould, 1837) è un uccello della famiglia dei Recurvirostridi ampiamente diffuso nella regione australasiatica.

## Descrizione

### Dimensioni
Misura 35-40 cm di lunghezza, per 138-208 g di peso.

### Aspetto
Questo uccello viene talvolta considerato come una sottospecie del cavaliere d'Italia (Himantopus himantopus). Agli occhi di un ornitologo europeo, si distingue immediatamente da quest'ultimo per la lunga banda di colore nero intenso che si estende dalla nuca alla base del collo, dove si congiunge ad un semi-collare dello stesso colore. Il dorso e le ali sono neri, mentre le regioni inferiori, il davanti e i lati del collo e il resto della testa sono bianchi. Le lunghe zampe rosse, così come il lungo e sottile becco nero, sono identici in entrambe le specie. La parte inferiore delle ali è nera. Gli immaturi hanno il collo e la nuca bianchi e la sommità della testa e la zona intorno agli occhi di colore grigiastro; i giovani somigliano molto agli immaturi, ma le loro piume del dorso, di colore marrone scuro, hanno la punta chiara.

### Voce
I richiami sono molto simili a quelli della specie europea.

## Biologia
La specie è prevalentemente sedentaria. Solamente gli esemplari che si riproducono nell'Isola del Sud della Nuova Zelanda e una parte di quelli che nidificano nel sud dell'Isola del Nord intraprendono regolari migrazioni verso il nord del paese. Per le altre popolazioni, si parla piuttosto di erratismo e non di spostamenti regolari.
Il volo è identico a quello della specie europea.

### Alimentazione
Il cavaliere testabianca è un predatore che si nutre di ogni sorta di invertebrati acquatici (vermi, larve di insetti, crostacei, ecc...) e terrestri (bruchi, ragni, ecc...), ma anche di girini e di piccoli pesci.

### Riproduzione
Il più delle volte, il cavaliere testabianca si riproduce in piccole colonie. L'epoca della nidificazione varia a seconda della latitudine e dell'altitudine. Nelle regioni tropicali, essa è legata all'arrivo delle piogge. In Nuova Zelanda, le coppie che vivono in pianura iniziano a nidificare in luglio, mentre quelle che vivono a maggiori altitudini nell'Isola del Sud non lo fanno prima di settembre. Il nido è costituito da una larga coppa fatta di erbe secche, talvolta posizionata su un ciuffo d'erba, talvolta galleggiante. La covata è quasi sempre costituita da 4 uova che vengono covate per un periodo variabile da 3 settimane a un mese da entrambi i genitori. I giovani lasciano il nido entro 24 ore dalla schiusa e si involano 4 o 5 settimane più tardi, ma rimangono con i genitori per alcuni mesi.

## Distribuzione e habitat

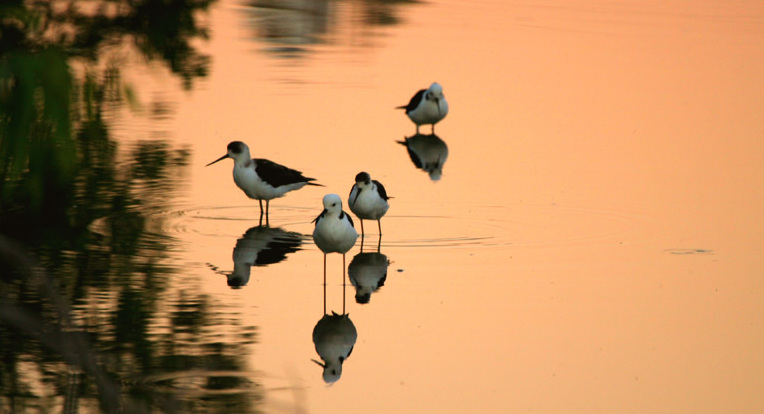
Adulti e immaturi a Kewdale (Australia Occidentale).

Questa specie monotipica (senza sottospecie) si riproduce nella fascia di territorio che va da Giava alla Nuova Guinea, in Australia e in Nuova Zelanda (un paese colonizzato naturalmente nel corso del XIX secolo), dove a volte si ibrida con il cavaliere nero (Himantopus novaezelandiae), fattore che costituisce una delle principali minacce per questa specie in pericolo critico di estinzione. Essa si riproduce sulle sponde delle acque dolci, specialmente nelle paludi e nei prati umidi. Al di fuori della stagione riproduttiva, può formare gruppi numerosi in prossimità degli estuari, dove il cibo è più abbondante. In Australia, questa specie dipende strettamente dal regime delle precipitazioni per la riproduzione, tanto da poter scomparire per periodi più o meno lunghi dalle regioni dove la pioggia viene a mancare.

## Conservazione
Il cavaliere testabianca non è una specie minacciata. La popolazione stanziata in Australia, a Giava e in Nuova Guinea viene stimata in circa 300.000 unità (anche se può variare notevolmente a seconda della pluviometria). Quella presente in Nuova Zelanda è di circa 30.000 individui.